# Brachyteleutias
Brachyteleutias is een geslacht van rechtvleugeligen uit de familie sabelsprinkhanen (Tettigoniidae). De wetenschappelijke naam van dit geslacht is voor het eerst geldig gepubliceerd in 1960 door Beier.

## Soorten
Het geslacht Brachyteleutias omvat de volgende soorten:
- Brachyteleutias bilineatus Rehn, 1913
- Brachyteleutias flavosignatus Beier, 1962
- Brachyteleutias guentheri Brunner von Wattenwyl, 1895
- Brachyteleutias nigrovittatus Beier, 1960
- Brachyteleutias oculatus Beier, 1960
- Brachyteleutias pallidevittatus Brunner von Wattenwyl, 1895
- Brachyteleutias pubescens Beier, 1962
- Brachyteleutias pulcher Beier, 1960
- Brachyteleutias steinbachi Bruner, 1915